# Cerosos

Mapa de los pueblos galos.

Los cerosos (en latín, Caerosi) eran un pequeño pueblo celta (celto-germánico según Venceslas Kruta) del noreste de la Galia (Galia Bélgica según la terminología de los romanos), cuyo territorio se sitúa en las Ardenas. Tenían como principales vecinos a los condrusos, los eburones y los pemanos. 
Nos resultan conocidos gracias a una mención de Julio César en el libro II de sus Comentarios a la guerra de las Galias. Informado de los preparativos y maniobras militares de los pueblos belgas contra las legiones romanas, preguntó a sus aliados los remos, qué tamaño tenía cada uno de esos pueblos alzados contra él y, respecto a los cerosos, dijeron los remos 

que a los condrusos, eburones, cerosos y pemanos - llamados, con un solo nombre, germanos- los estimaban en unos cuarenta mil.

## Wikisource
- Julio César, Comentarios a la guerra de las Galias, Libro II (en francés)